# Lago Suvasvesi
El lago Suvasvesi es un importante lago sito en el este de Finlandia, cerca de la ciudad de Kuopio. Está formado por dos lagos circulares abiertos, Kuukkarinselkä, al norte y Haapaselkä, al sur. Ambos lagos están separados por un grupo de islas. El lago tiene en total 688 islas. El lago cubre un total de 233,58 km², siendo con ello el decimoséptimo mayor lago del país. Kuukkarinselkä es particularmente profundo para lo común entre los lagos fineses, con 89,0 m en su punto más profundo.
En 2001 se encontraron restos de una roca que evidenciaban que aquella parte del lago era parte del cráter de un impacto de meteorito en la sección Kuukkarinselkä, lo que le convierte en el sexto cráter por impacto de meteorito conocido en Finlandia. Él cráter, habitualmente denominado como cráter Suvasvesi Norte, se halla en el centro de Kuukkarinselkä y mide alrededor de 3.5 km de diámetro. Su edad, aún no muy bien medida, se estima entre los 780 y los 240 millones de años, situándose por ello el impacto entre últimos de la era Neoproterozoica o cerca del Pérmico-Triásico.
Se sospecha que la parte sur del lago, Haapaselkä, también es consecuencia del impacto de un meteorito. El cráter de Haapaselkä es habitualmente denominado como el cráter de Suvasvesi Sur. De tamaño similar , si bien la edad del cráter no ha sido aún definida. Puede que tenga relación con el cráter de Suvasvesi Norte, convirtiendo la estructura Suvasvesi en un raro fenómeno de impacto doble de meteorito.